# Johann Lorenz von Mosheim
Johann Lorenz von Mosheim (9. oktober 1693 – 9. september 1755) var en tysk lutheransk præst og kirkehistoriker, han var født i Lübeck 9. oktober 1693 eller 1694. Han bliver betegnet som "den nyere kirkehistories fader".
Efter at have gået på gymnasiet i sin fødeby blev han immatrikuleret på universitetet i Kiel i 1716 hvor han fik sin magistergrad i 1718. I 1719 blev han assessor på det filosofiske fakultet i Kiel. I sommeren 1722 besøgte han København hvor han mødtes med bl.a. de lærde Árni Magnússon og Hans Gram, samt beså byens større biblioteker og antikvitetssamlinger. Hans Gram nedskrev en beretning om hans ophold, og den cirkulerede i håndskrift i hans bekendtskabskreds. Den blev trykt i 1793.
Mosheims første udgivelse på den litterære scene var et polemisk skrift imod John Toland kaldet Vindiciae antiquae christianorum disciplinae (1720), og dette blev snart efterfulgt af et bind af Observationes sacrae (1721). Disse værker sammen med det gode ry han havde opnået som forelæser og prædikant, sikrede ham en stilling på universitetet i Helmstedt som ordinær professor i 1723. Bogen Institutionum historiae ecclesiasticae libri IV udkom i 1726, og samme år blev han af hertugen af Brunnswick udnævnt til abbed af Marienthal, til hvilken ære indtægten fra abbediet i Michaelstein blev tillagt ham det følgende år.
Mosheim blev ofte adspurgt om råd af de ledende kræfter, der grundlagde Universitet i Göttingen, særligt i udformningen af statutterne til det teologiske fakultet, og forordningerne der gjorde teologerne uafhængige af den gejstlige rettergang. I 1747 blev han udnævnt til kansler for universitetet. 1748 var han den ledende kraft bag den engelske kong George 2. af Storbritanniens besøg på universitetet. Han døde i Göttingen den 9. september 1755.
Blandt hans værker er De rebus christianorum ante Constantinum commentarii (1753), Ketzer-Geschichte (2. udgave 1748), og Sittenlehre der heiligen Schrift (1753). Hans eksegiske skrifter, karakteristiske ved deres lærdom og sunde fornuft, inkluderer Cogitationes in N. T. bc. select. (1726), og forklaringer over Paulus' Første Brev til Korintherne (1741) og over Paulus' første Brev til Timotheus (1755). I sine prædikener viser Mosheim en betydelig veltalenhed og stil der til fulde retfærdiggør sin stilling som præsident for det tyske Selskab.